# アベル・キルイ
アベル・キルイ（Abel Kirui、1982年6月4日 - ）はケニアの陸上競技選手、専門はマラソンを主とする長距離走。2009年世界陸上競技選手権ベルリン大会男子マラソン優勝者。

## 経歴
2006年ベルリンマラソンにペースメーカーとして出場し、9位でゴールした。2007年9月に出場したベルリンマラソンでは、2時間04分26秒の世界新記録（当時）を樹立したハイレ・ゲブレセラシェに次ぐ2位でゴール。記録は自己ベストの2時間06分51秒であった。2007年にはパーダーボルンハーフマラソンでも優勝した。

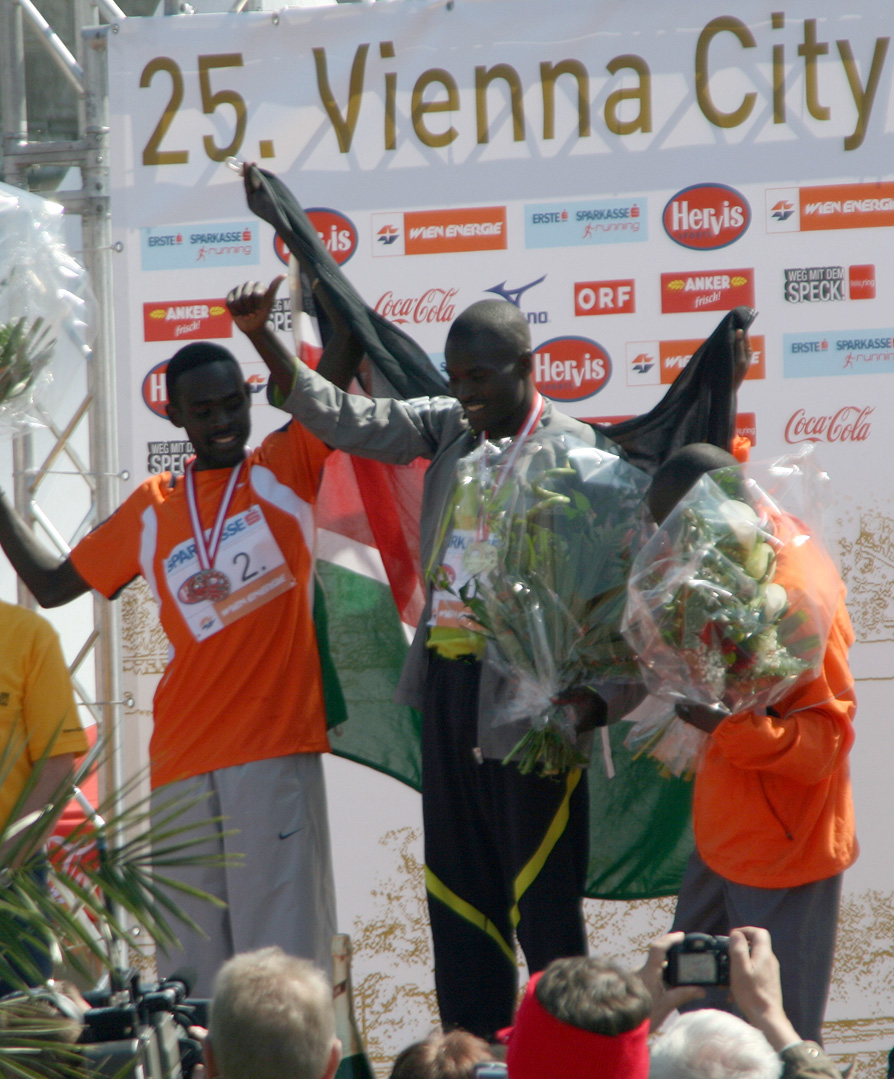
2008年ウィーンマラソン優勝時

2008年4月ウィーンマラソンにおいて2時間07分38秒の大会記録を残して優勝した。
2009年4月ロッテルダムマラソンでは2時間05分04秒と自己ベストを更新する記録で、同国選手のダンカン・キベト、ジェームズ・クワンバイに次ぐ3位となった。この時のキルイの記録は男子マラソン歴代6位（当時）となるものであった。
2009年8月22日世界陸上競技選手権ベルリン大会マラソンにおいて2時間06分54秒の大会新記録で優勝した。2位は同国選手のエマニュエル・ムタイであった。
サムチュイプライマリースクールに通っている頃に競技を始めた。高校を出た後、ケニア行政警察入隊選抜のレースに出場しこれに勝利、入隊しトレーニングをはじめた。現在はエルドレットの北西40kmに位置するカプサベト近郊、ナブコイ(Nabkoi)に生活の拠点を置いている。結婚し一児の父。2009年のコーチはAmos Korirである。世界陸上競技選手権パリ大会男子マラソン8位マイケル・ロティチはおじにあたる。2011年の世界陸上競技選手権大邱大会でもマラソンに出場し、2時間07分38秒のタイムで優勝した。このレースでは最初から先頭に出ており、レース終盤には独走状態だった。そして、ゴールした後も疲れた様子を見せず興奮のあまり踊りだすなど、非常に余裕で優勝したとみられる。。
2012年にはロンドンオリンピックにケニア男子マラソン代表として出場。ウガンダのスティーブン・キプロティチに惜しくも破れ銀メダルに終わったが、2009年世界陸上競技選手権ベルリン大会、2011年世界陸上競技選手権大邱大会に続く3世界大会連続のメダルを確保し、世界でも有数のトップ選手である事を証明した。

## 記録

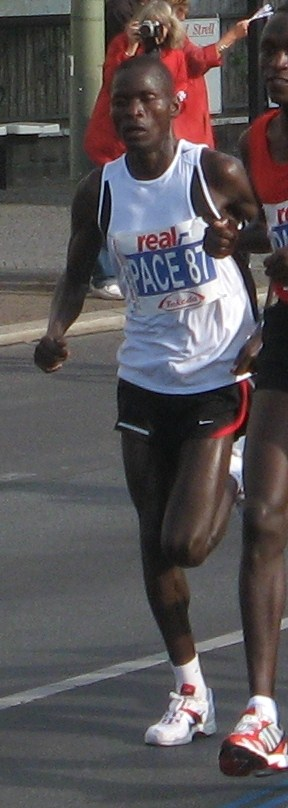
2008年ベルリンマラソンにて

- 3000m - 7分55秒90（2006年）
- 10000m - 28分16秒86（2008年）
- ハーフマラソン - 1時間00分11秒（2007年）
- マラソン - 2時間05分04秒（2009年）

## マラソン成績
| 年月    | 大会名                     | タイム    | 順位 | 備考           |
| ------- | -------------------------- | --------- | ---- | -------------- |
| 2006.09 | ベルリンマラソン           | 2：17：47 | 9位  |                |
| 2006.12 | シンガポールマラソン       | 2：15：22 | 3位  |                |
| 2007.05 | ウィーンマラソン           | 2：10：41 | 3位  |                |
| 2007.09 | ベルリンマラソン           | 2：06：51 | 2位  |                |
| 2008.05 | ウィーンマラソン           | 2：07：38 | 優勝 | 大会記録       |
| 2009.04 | ロッテルダムマラソン       | 2：05：04 | 3位  | 自己ベスト記録 |
| 2009.08 | 世界陸上ベルリン大会       | 2：06：54 | 優勝 | 大会記録       |
| 2010.04 | ロンドンマラソン           | 2：06：54 | 5位  |                |
| 2010.11 | ニューヨークシティマラソン | 2：13：01 | 9位  |                |
| 2011.08 | 世界陸上大邱大会           | 2：07：38 | 優勝 | 大会2連覇      |
| 2012.04 | ロンドンマラソン           | 2：07：54 | 5位  |                |
| 2012.08 | ロンドンオリンピック       | 2：08：27 | 2位  |                |
| 2014.02 | 東京マラソン               | 2：09：04 | 10位 |                |
| 2014.10 | アムステルダムマラソン     | 2：09：45 | 6位  |                |
| 2015.10 | アムステルダムマラソン     | 2：10：55 | 10位 |                |
| 2016.02 | 東京マラソン               | 2：08：06 | 5位  |                |
| 2016.10 | シカゴマラソン             | 2：11：23 | 優勝 |                |
| 2017.04 | ロンドンマラソン           | 2：07：45 | 4位  |                |
| 2017.10 | シカゴマラソン             | 2：09：48 | 2位  |                |
| 2018.04 | ロンドンマラソン           | 2：07：07 | 4位  |                |
| 2018.10 | シカゴマラソン             | 2：07：52 | 7位  |                |

## 参考資料・外部リンク
- アベル・キルイ - ワールドアスレティックスのプロフィール（英語）
- アベル・キルイ - Olympedia（英語）
- Marathoninfo profile
- World Marathon Majors profile
- ケニアのキルイが優勝、佐藤6位 世界陸上男子マラソン　共同通信
- 五輪は任せろ！世界選手権2連覇の自信とプライド